# Неакринийская и Каламарийская митрополия
Неакрини́йская и Каламари́йская митропо́лия (греч. Ιερά Μητρόπολη Νέας Κρήνης και Καλαμαριάς) — епархия «Северных земель» Элладской православной церкви, подчинённая также Константинопольской православной церкви с центром в Каламарье, пригороде Салоник.
Создана 16 мая 1974 года решением Священного Синода Константинопольского патриархата по инициативе архиепископа Афинского Серафима путём выделения части территории Фесалоникийской митрополии.
Территория епархии включает дим Каламврия, а также часть дима Термаикос, кроме Переи и Месимери, относящихся к Кассандрийской митрополии.

## Епископы
- Прокопий (Георгантопулос) (26 мая 1974 — 6 апреля 2015)
- Анфим (Руссас) (6 апреля — 1 июня 2015) в/у, митр. Фесалоникийский
- Иустин (Бардакас) (с 1 июня 2015 года)